# Hallescher Porphyrkomplex

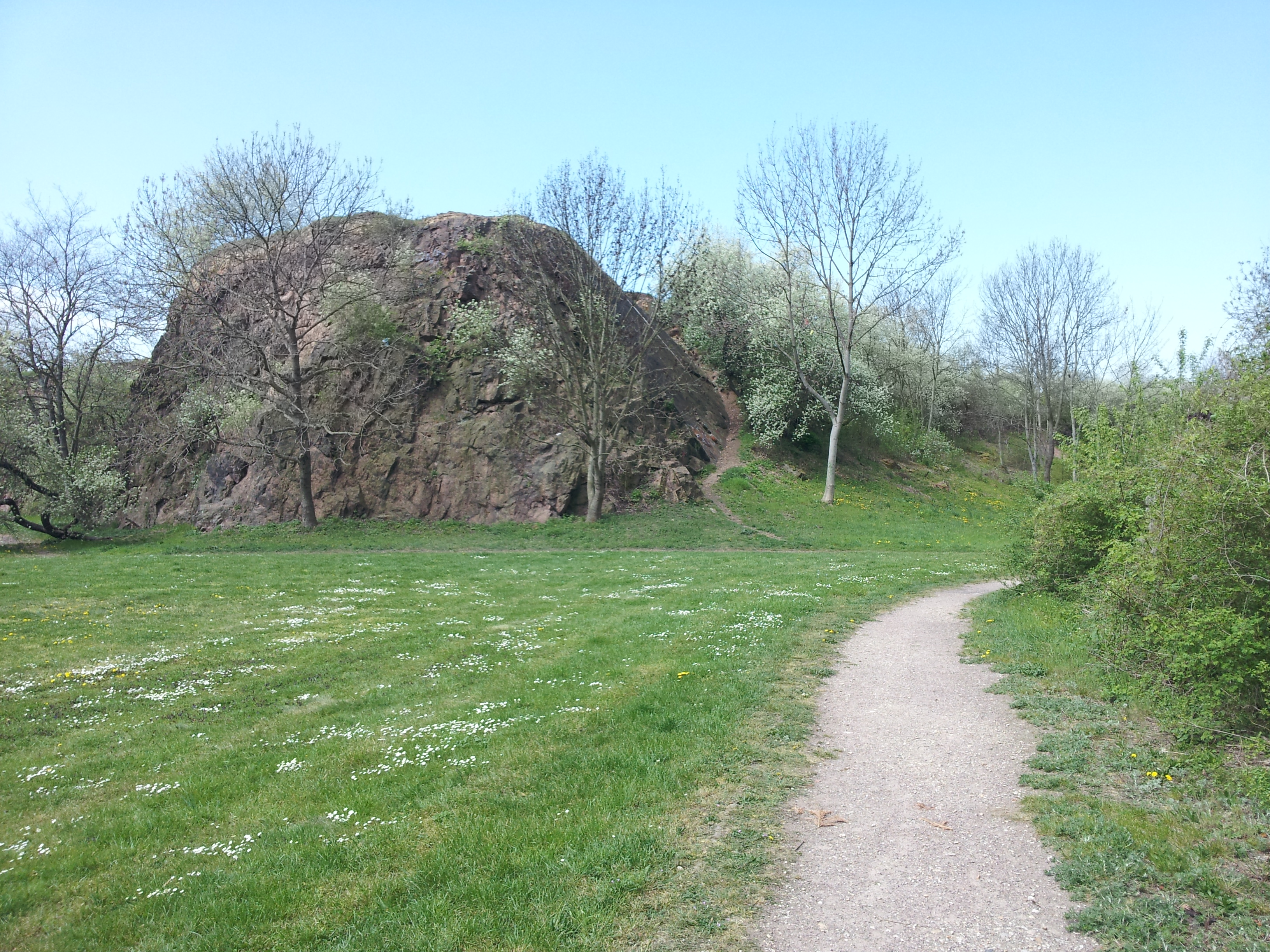
Aufgeschlossener Rhyolith an der Ostspitze des Kleinen Galgenbergs in Halle.

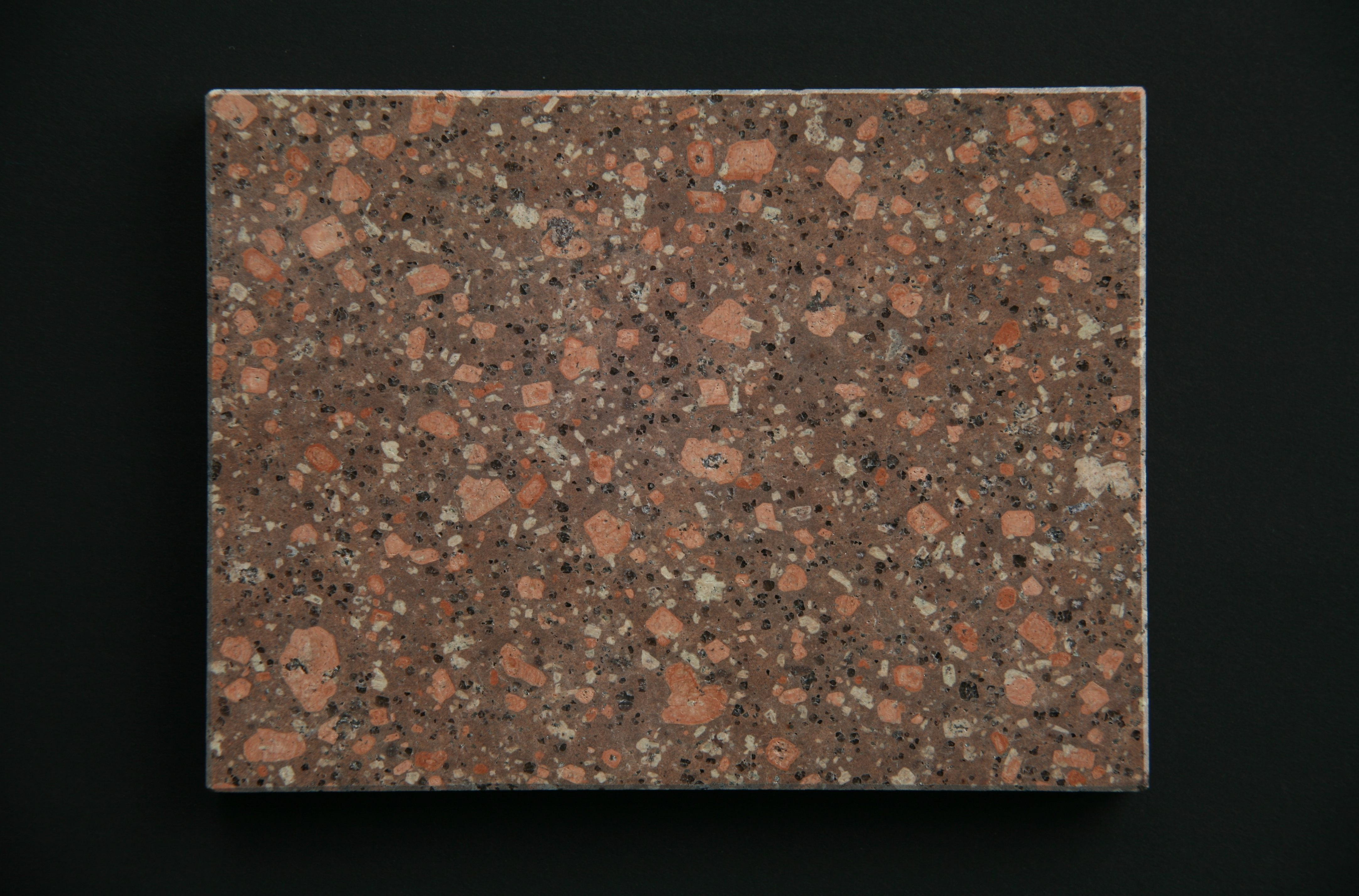
In Form gesägtes Handstück aus Löbejüner Porphyr mit polierter Oberfläche.

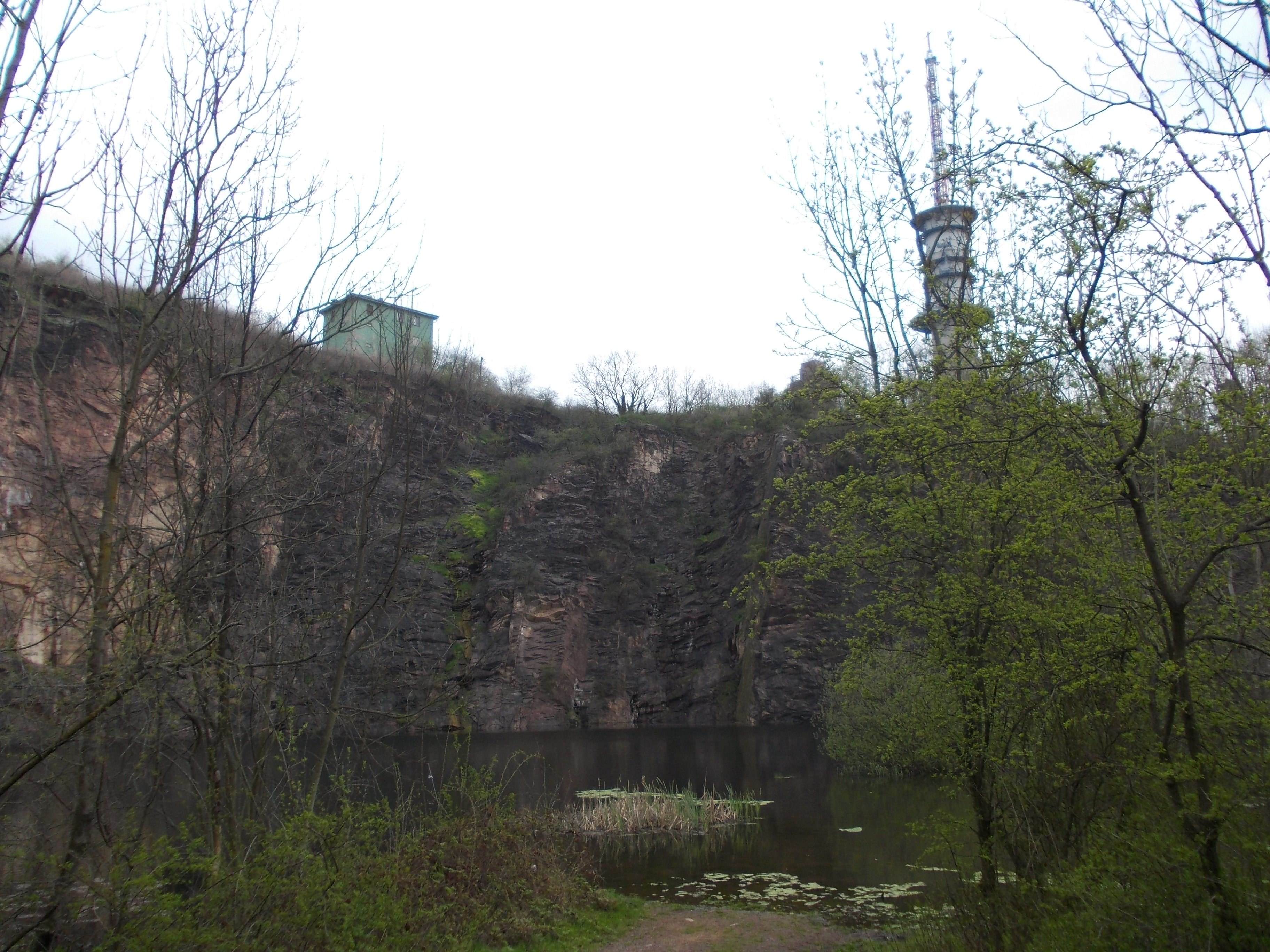
Auflässiger Rhyolithsteinbruch („Goethe-Bruch“) am Petersberg

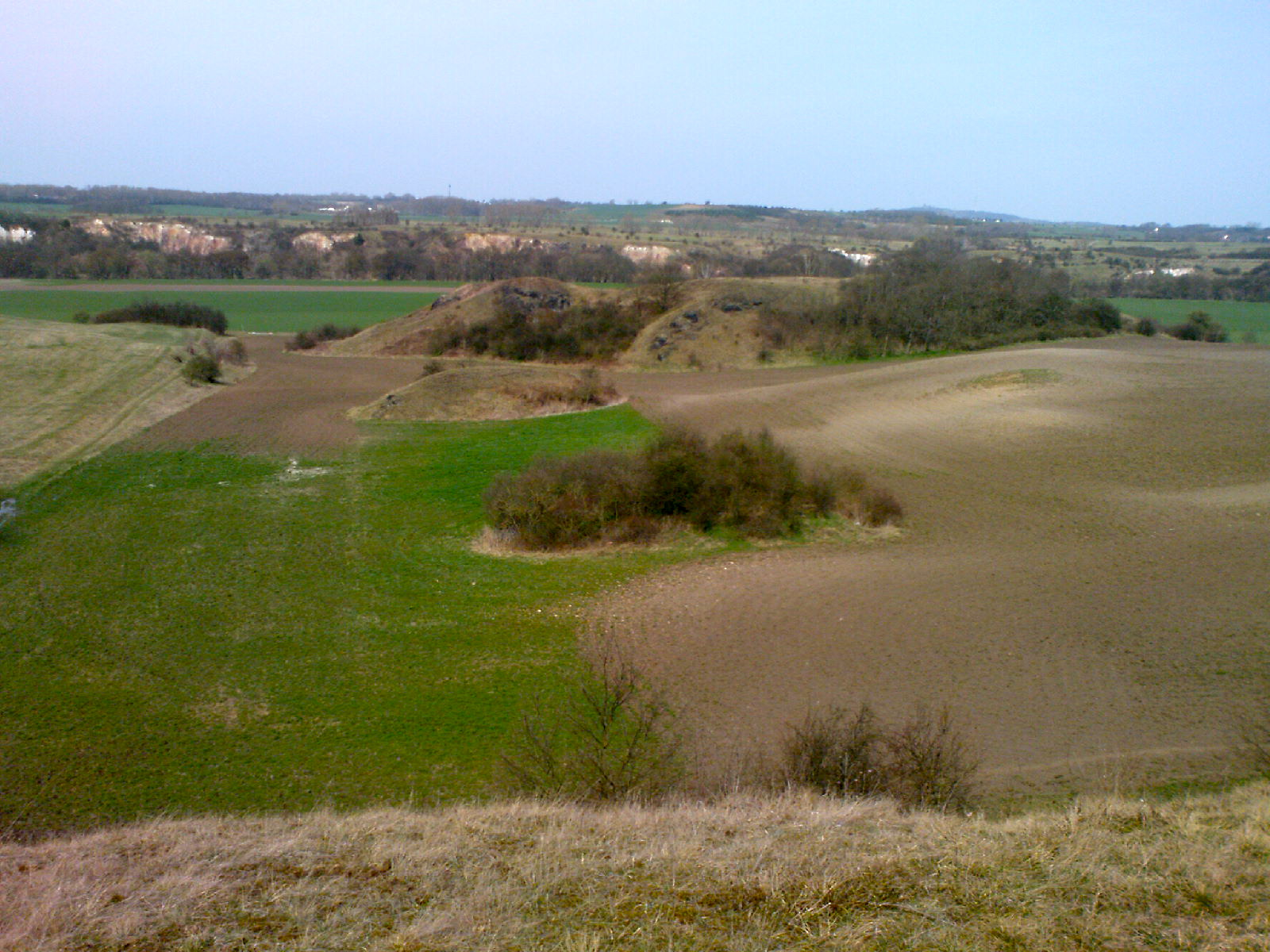
Blick vom Lunzberg auf die östlichen Lunzberge in Richtung Nordosten. Hinter den Kuppen erstreckt sich die brettebene Flussaue der Saale und dahinter, am anderen Ufer der Saale, „erheben“ sich die „Brachwitzer Alpen“.

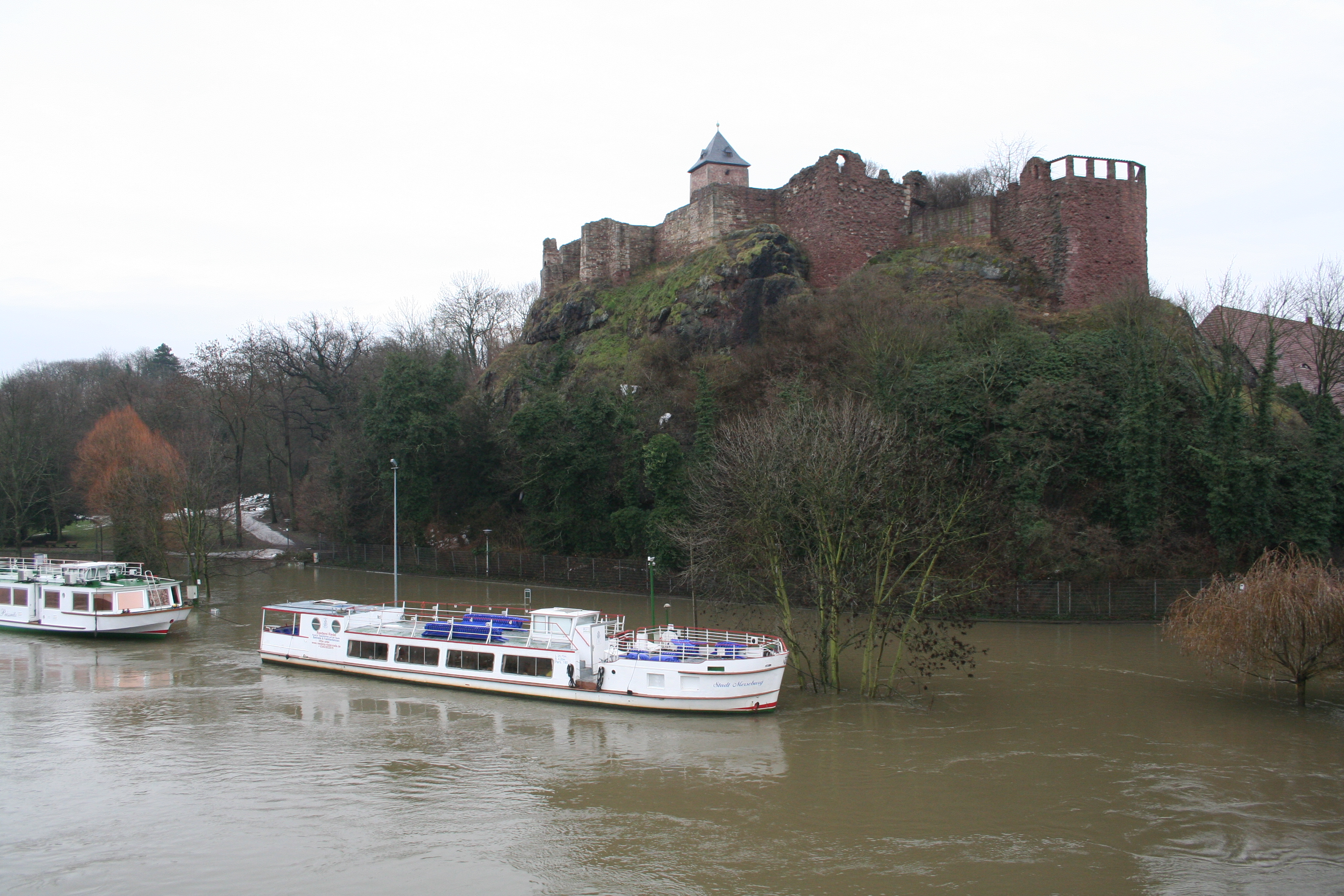
Die Burg Giebichenstein während des Saalehochwassers von 2011, Blick von Nordwesten. Ein Teil des Rhyolithsockels, auf dem die Burg ruht, ist in der Bildmitte oberhalb der Baumkronen, schwarz verwittert und bemoost, relativ deutlich erkennbar.

Der  Hallesche Porphyrkomplex (auch Hallescher Vulkanitkomplex, Halle-Vulkanitkomplex, Hallescher Paläovulkanitkomplex oder Hallescher Eruptivkomplex) ist ein durch permokarbone intermediäre und vor allem saure Vulkangesteine („Porphyr“) gekennzeichneter Gesteinskomplex innerhalb des Stadtgebietes von Halle (Saale) sowie im nordwestlichen, nördlichen, nordöstlichen und östlichen Umland der Stadt.

## Regionale Geologie
Der Hallesche Porphyrkomplex befindet sich im Nordostteil der Saale-Senke, eines Rotliegendbeckens, das sich am Ende des Karbons in die variszisch gefaltete Kruste des heutigen Mitteldeutschlands einsenkte. Die Füllung des nordöstlichen Teils der Saale-Senke und mit ihr die Vulkanite des Halleschen Porphyrkomplexes, die sich über ein Areal von etwa 500 km² erstrecken, sind heute weitgehend von geringmächtigen känozoischen Sedimenten überdeckt. Der Hallesche Porphyrkomplex wird im Nordosten begrenzt von der Köthen-Bitterfelder Störungszone und im Südwesten von der Halleschen Störung (auch Hallesche Marktplatzverwerfung, weil sie u. a. unterhalb des historischen Marktplatzes der Stadt verläuft). Die Hallesche Störung, die heute, alpidisch reaktiviert, die Halle-Wittenberger Scholle von der Merseburger Scholle (nordöstliches Thüringer Becken) trennt, könnte seinerzeit eine wichtige Rolle als Aufstiegsbahn für die Magmen des Halleschen Porphyrkomplexes gespielt haben. Südwestlich der Halle-Störung setzt sich das Rotliegend der Saale-Senke unterhalb der triassischen und oberpermischen (Zechstein) Sedimentgesteine des Thüringer Beckens bis in etwa zum Thüringer Wald fort.

## Alter
Die frühesten Zeugnisse vulkanischer Tätigkeit stammen aus dem Stefanium C. Der Hauptteil der Magmenförderung fällt zeitlich jedoch ins Unterrotliegend, repräsentiert durch bis zu 1000 m mächtige subvulkanische Intrusionen. Radiometrische Datierungen ergaben für diese Intrusionskörper absolute Gesteinsalter zwischen 301 und 294 Millionen Jahren.

## Gesteine
Der überwiegende Teil des Halleschen Porphyrkomplexes besteht aus Rhyolithen in porphyrischer Ausprägung („Quarzporphyr“). Ein deutlich geringeres Volumen entfällt auf basische bis intermediäre Vulkanite („Porphyrite“: Trachybasalte, Trachyandesite und Trachydazite), die vor allem im Norden und Südosten des Komplexes auftreten und dort zum Teil auch nur aus Bohrungen bekannt sind.

## Gliederung
Der Hallesche Porphyrkomplex wird traditionell wie folgt gegliedert:
- Oberer Hallescher Rhyolith (Oberer Hallescher Porphyr, feinporphyrisch)
  - Wettiner Rhyolith[3]
  - Petersberg-Rhyolith

- Unterer Hallescher Rhyolith (Unterer Hallerscher Porphyr, großporphyrisch)
  - Löbejüner Rhyolith
  - Landsberger Rhyolith
  - Hallescher Rhyolith i.e.S.

Der komplex aufgebaute Schwerzer Rhyolith nimmt eine Sonderstellung ein.

## Auswirkungen auf das Landschaftsbild
Da die Halle-Wittenberger Scholle im Zuge der Fernwirkung der Alpenbildung an der Halle-Störung gegen die südlich angrenzende Merseburger Scholle aufgeschoben und damit angehoben wurde, kam es dort zur Erosion vormaliger Deckschichten der Trias, des Zechsteins und des jüngeren Rotliegend, die südwestlich der Halle-Störung erhalten geblieben sind. Die im Vergleich zu diesen Deckschichten deutlich erosionsresistenteren Vulkanite des Halleschen Porphyrkomplexes wurden dabei aus dem Untergrund herauspräpariert, wodurch das typisch kuppige Relief der Region entstand.
Zu dieser „Porphyrkuppenlandschaft“ gehören u. a. der Giebichenstein mitsamt Burg und der Galgenberg in Halle (134,2 m), die Lunzberge (Lunzberg: ca. 108 m) nordwestlich von Halle links der Saale und, unweit der Lunzberge am rechten Saale-Ufer, die Brachwitzer Alpen sowie der 250,4 m hohe Petersberg nördlich von Halle und der Kapellenberg (148 m) in Landsberg (Saalekreis) östlich von Halle. Auch der Haltberg (ca. 186 m) und der Wettiner Berg (ca. 175 m) bei Löbejün, ca. 10 km nördlich von Halle, werden von Rhyolith gebildet. Auf dem Wettiner Berg befindet sich ein Großsteinbruch, in dem der Löbejüner Porphyr (Löbejüner Rhyolith) als Werk- und Baustein abgebaut wird. Aufgeschlossener und über längere Zeiträume der Witterung ausgesetzter Rhyolith besitzt oft eine charakteristische schwarze Patina.